# Taeniocerus bicanthatus
Taeniocerus bicanthatus is een keversoort uit de familie Passalidae. De wetenschappelijke naam van de soort is voor het eerst geldig gepubliceerd in 1841 door Percheron.